# Wollaton Hall
Wollaton Hall è una casa di campagna inglese situata su una collina del Parco Wollaton, a Nottingham.

## Storia
Costruita per volere di Sir Francis Willoughby, è stata realizzata tra il 1580 e il 1588 dall'architetto elisabettiano Robert Smythson. Dopo molti anni di restauro, il parco è stato riaperto nel 2008. Wollaton ospita inoltre il Nottingham Natural History Museum e il Nottingham Industrial Museum. Il grande parco che circonda la villa ospita una fauna variegata e dal quattordicesimo secolo è dimora di un allevamento di cervi, simbolo della città, che girano liberamente per tutto il complesso.
Più volte è stata scelta come location per molti film. Nel 2008 fu utilizzata come residenza della famiglia O'Connell nel film La mummia - La tomba dell'Imperatore Dragone, mentre nel 2011 gli esterni dell'edificio sono stati utilizzati per la produzione del film Il cavaliere oscuro - Il ritorno, nel quale Wollaton Hall diventa Villa Wayne.

## Galleria d'immagini

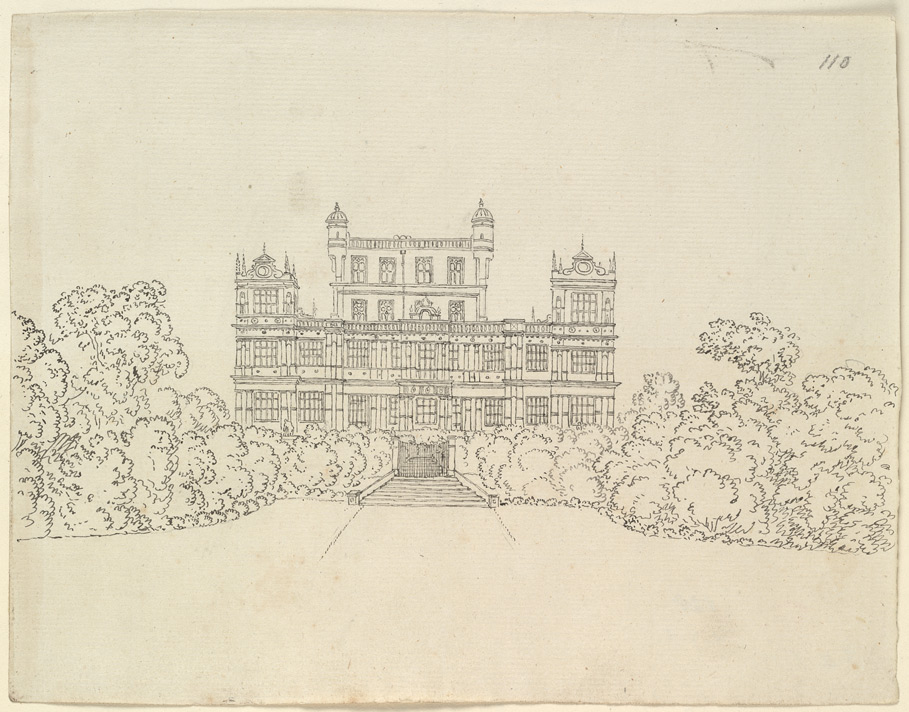
Wollaton Hall disegnata da Samuel Hieronymus Grimm nel 1773
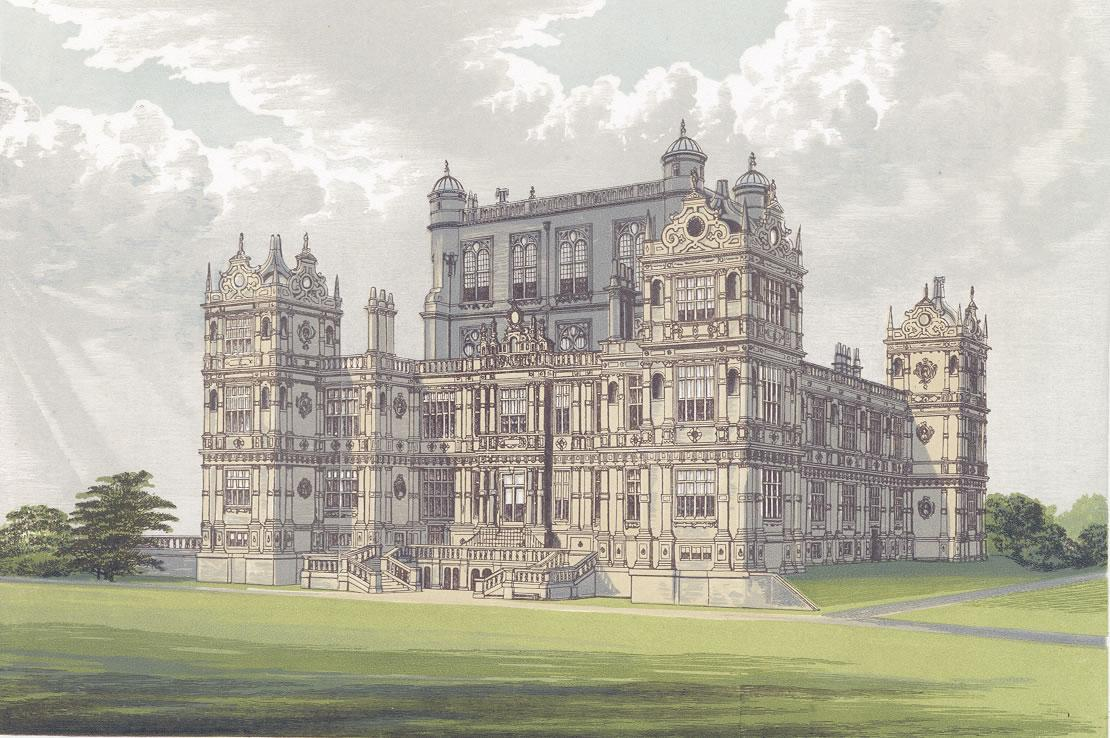
Wollaton Hall nel 1880
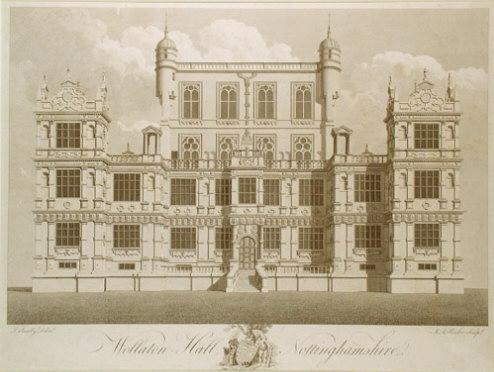
Wollaton Hall nel tardo Ottocento
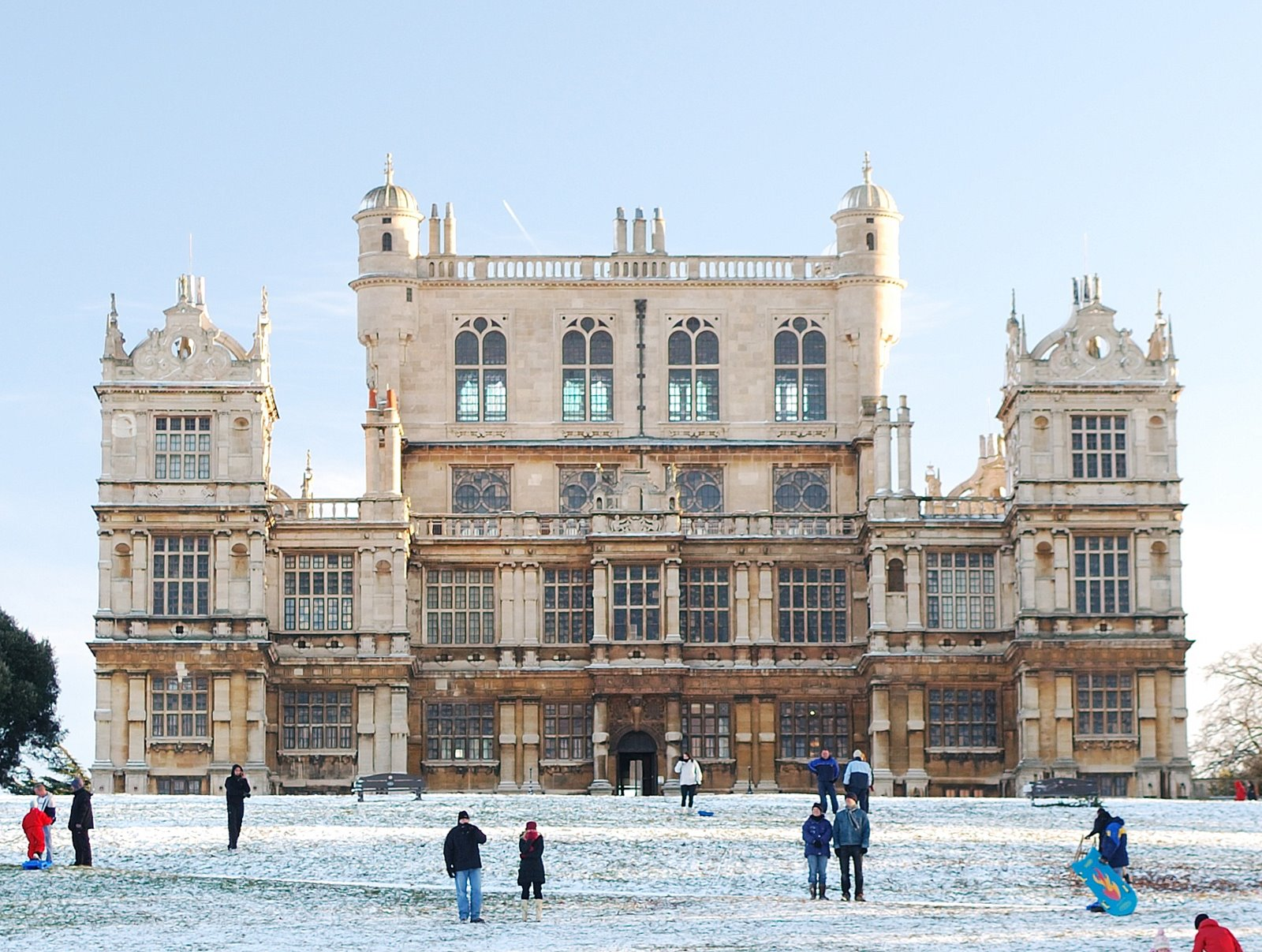
Wollaton Hall nel 2010
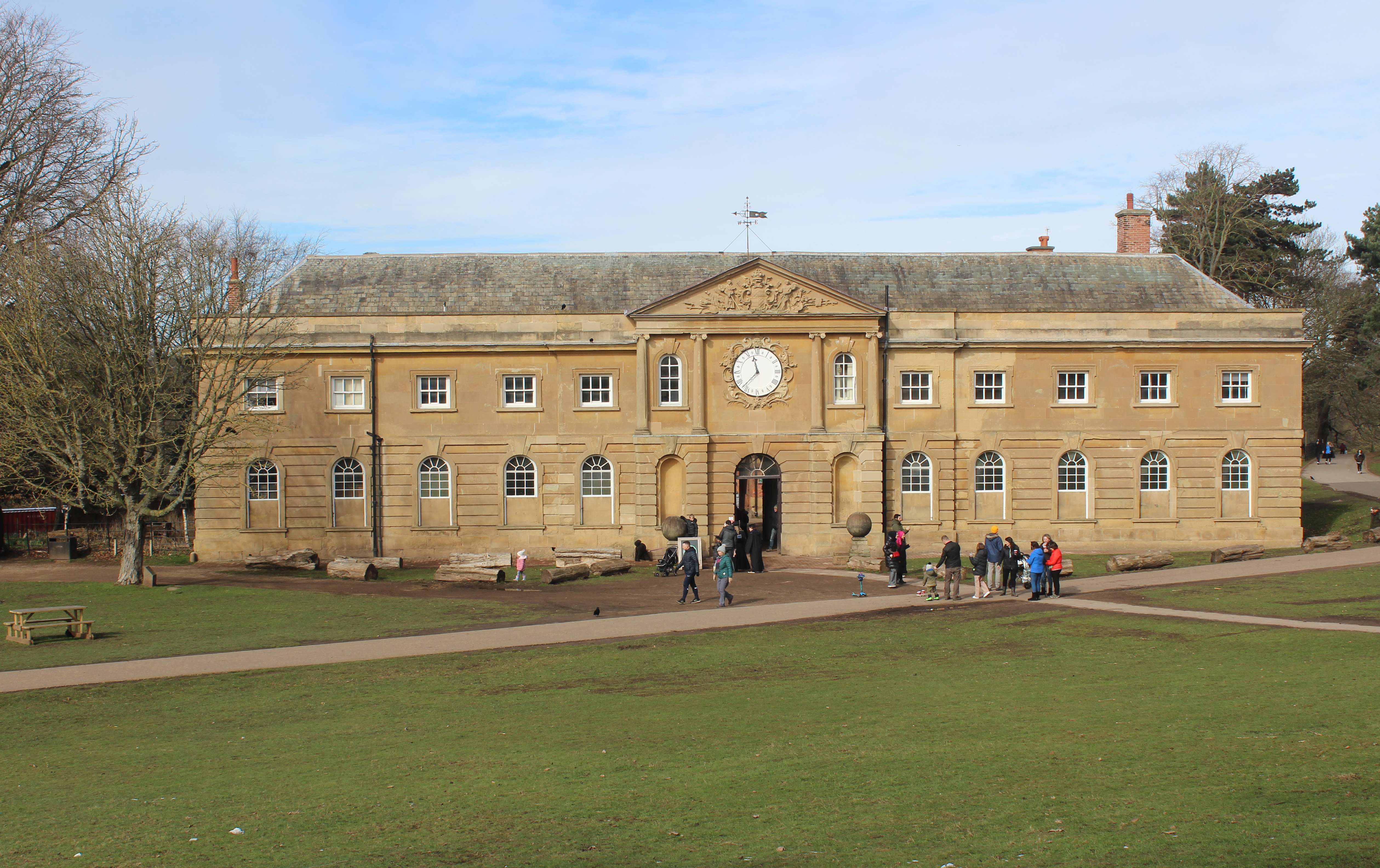
Blocco servizi e scuderie del 1743